# Konvertibilní marka
Bosenská konvertibilní marka nebo bosenskohercegovská marka – KM (srbsky/chorvatsky/bosensky konvertibilna marka, cyrilicí конвертибилна марка) je oficiální měnou Bosny a Hercegoviny. Její ISO 4217 kód je BAM. Jedna marka se dělí na 100 feniků (sg. fening). Zavedena byla v roce 1998 mezinárodní správou OSN poté, co se místní bosňáčtí, srbští a chorvatští představitelé nebyli schopni dohodnout na jednotné státní měně. Již od svého vzniku byla pevně vázána na hodnotu německé marky, po které dostala název, a to v poměru 1:1. Po zrušení německé marky v roce 2002 je konvertibilní marka pevně fixována na euro. Tento směnný kurs je dán:
1 EUR = 1,95583 BAM
1 BAM = 0,51129 EUR

## Předchůdci
- Do roku 1992 byla Bosna a Hercegovina jednou z 6 republik socialistické Jugoslávie. Po tuto dobu se zde používala společná měna – jugoslávský dinár.
- Po vyhlášení samostatnosti Bosny a Hercegoviny se země rozpadla na tři etnicky homogenní části, které používaly své vlastní měny:
  - Bosňáci v roce 1992 zavedli bosenskohercegovský dinár, který byl odvozen od jugoslávského dináru v poměru 10 jugoslávských dinárů = 1 bosenskohercegovský dinár.
  - Chorvati začali používat měnu sousedního Chorvatska, kterou Chorvatsko zavedlo na svém území už v roce 1991 – chorvatský dinár. Tento dinár byl v roce 1994 nahrazen kunou, a tak i Chorvati na území Bosny a Hercegoviny začali používat kunu.
  - Srbové, kteří vytvořili samosprávnou entitu Republika srbská, na svém území zavedli dinár Republiky srbské
- 1998 – všechny tři měny používané na území Bosny a Hercegoviny byly nahrazeny konvertibilní markou

## Mince a bankovky
Mince bosenskohercegovské marky jsou raženy v hodnotách 5, 10, 20 a 50 feniků, dále 1, 2 a 5 marek. Mince 10, 20, 50 feniků a 1 a 2 marky jsou raženy už od roku 1998, mince 5 feniků a 5 marek se do oběhu dostaly 5. ledna 2006.
Bankovky mají nominální hodnoty 10, 20, 50, 100 a 200 marek. Zvláštností bosenskohercegovských bankovek je, že jsou vydávány ve dvou verzích, pro každou samosprávní jednotku (Republika srbská a Federace Bosny a Hercegoviny) zvlášť – výjimkou je pouze dvousetmarkovka, která byla emitována až roku 2003 a má společný vzhled pro obě entity. Do roku 2003 byla v oběhu i padesátifeniková bankovka, pro svou nízkou nominální hodnotu byla ale stažena. V roce 2010 byly staženy z oběhu i bankovky v hodnotě 1 a 5 marek.